# Пезеллино

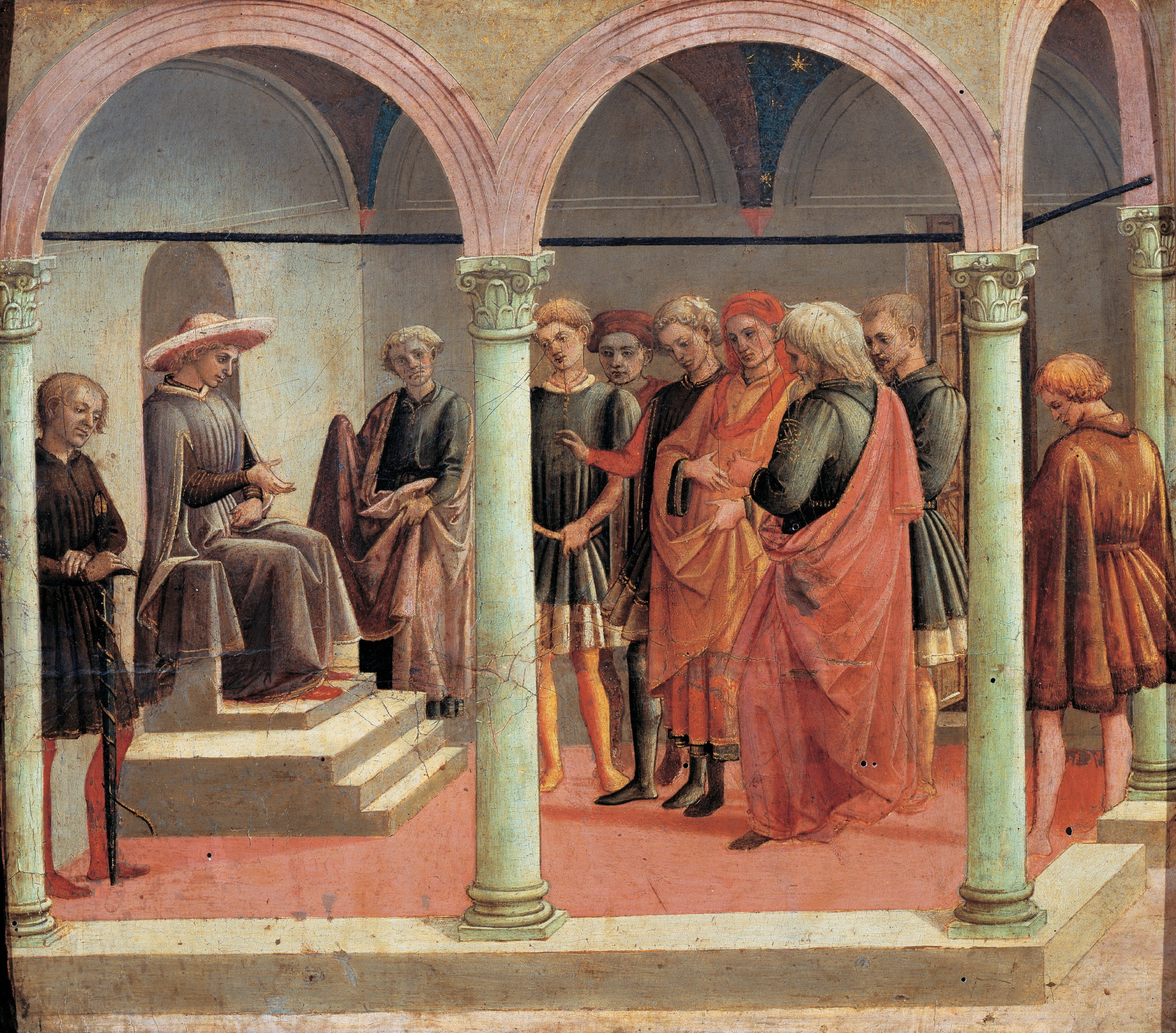
Эпизод из истории Гризельды. 1445-50, Академия Каррара, Бергамо

Пезеллино, собств. Франческо ди Стефано (итал. Pesellino, Francesco di Stefano; род. ок. 1422 г. Флоренция — ум. 1457 г. Флоренция) — итальянский живописец периода кватроченто  — раннего Возрождения флорентийской школы. 

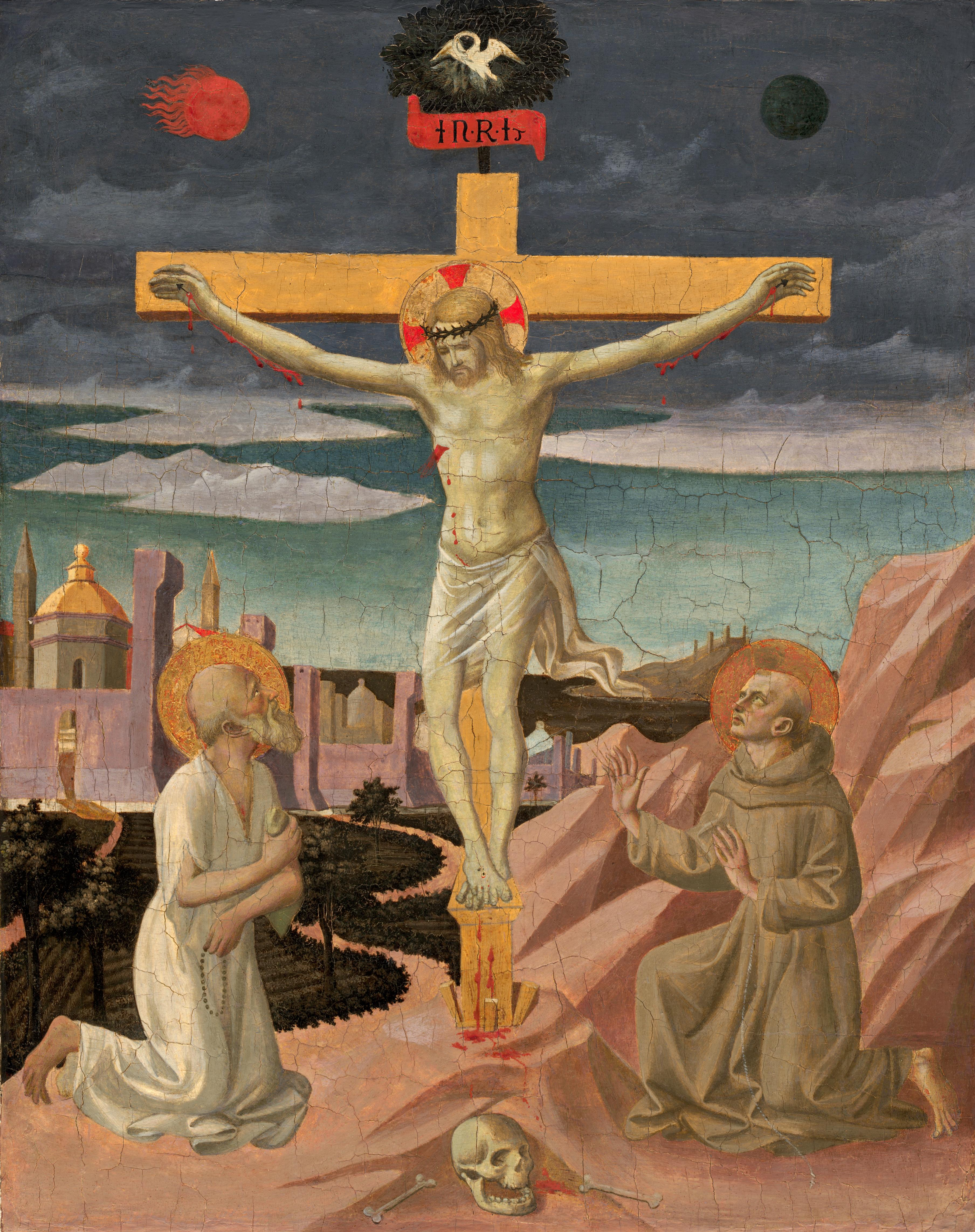
Распятие со св. Иеронимом и Франциском. 1445-50, Вашингтон, Национальная галерея искусства.

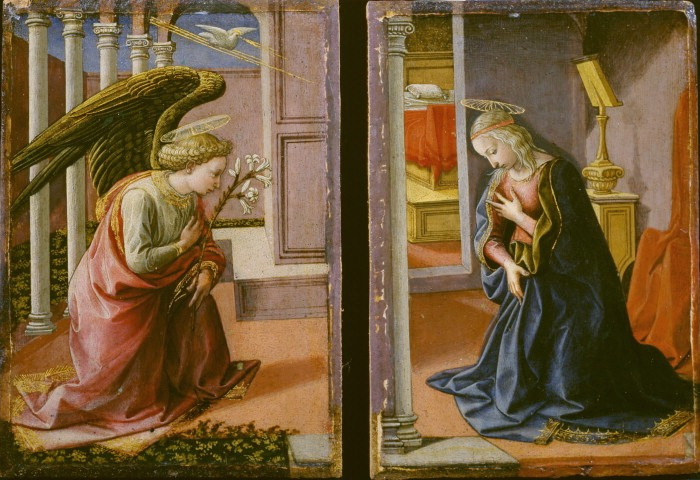
Благовещение. 1451-53, Институт Курто.

## Биография
Историограф эпохи Возрождения Джорджо Вазари составил небольшую биографию художника, в которой с восторгом отзывается о его творчестве, но, в то же время, перепутал в ней, кажется, всё, что только можно.
Франческо ди Стефано родился в семье Стефано ди Франческо и его супруги Нанны, которая была старшей дочерью художника Джулиано д’Арриго по прозвищу Пезелло. В 1427 году, когда мальчику было всего пять лет, его отец скончался, и ребёнок переселился к своему деду по материнской линии — Джулиано д’Арриго, мастерская которого находились на корсо Адимари во Флоренции (ныне это виа деи Кальцайоли). От деда к Франческо перешло и прозвище «Пезеллино» (то есть «маленький Пезелло»). В двадцатилетнем возрасте Франческо Пезеллино женился на Тарсии, дочери некоего Сильвестера из Роппо, о чём свидетельствует сохранившийся документ, датированный 22 ноября 1442 года.
В 1446 году дед скончался, и Франческо унаследовал его мастерскую. В 1447 году он вступил в Братство св. Луки — организацию, объединявшую людей искусства (хотя, у исследователей нет твёрдой уверенности, что указанный в списке Франческо ди Стефано — это именно Пезеллино). Другой документ, датированный февралём того же года сообщает, что молодой художник работает в мастерской на корсо Адимари, «занимаясь изготовлением и росписью флагов». Никто не знает точно, кто был его учителем (если таковым не считать деда). Согласно широко распространённому мнению, он был учеником и сотрудником Фра Филиппо Липпи, но до того мог получить уроки у Фра Анджелико. Во всяком случае, в его ранних работах угадывается связь с искусством последнего (миниатюры из манускрипта «Пуника» Силио Италика, которые ныне поделены между Гос. музеем Эрмитаж, Санкт Петербург и Библиотекой Марчиана в Венеции, 1447-48гг).
Первая работа, которую можно уверенно датировать — это пределла алтаря, заказанного для капеллы дель Новициато в церкви Санта Кроче (Флоренция). Сам алтарь был расписан Фра Филиппо Липпи в 1440-45гг (ныне в Галерее Уффици, Флоренция; картины пределлы в Лувре, Париж и в Уффици, Флоренция). Этот случай считают первым свидетельством сотрудничества двух мастеров. Фра Филиппо в то время было 36 лет, а Пезеллино порядка 20и. Манера старшего мастера решающим образом повлияла на формирование стиля Франческо.
Творческое развитие художника было довольно интенсивным, и Франческо быстро обрёл высоких покровителей-заказчиков: в 1444 году ему были заказаны сундуки-кассоне с росписью на тему «Триумфы» Петрарки к свадьбе Пьеро деи Медичи и Лукреции Торнабуони, в 1447 году папа Николай V (Парентучелли) заказал миниатюры к манускрипту «Пуника» Силио Италика.
В 1453 году Франческо вступил в кооперацию с Дзаноби ди Мильоре и Пьеро ди Лоренцо да Пратезе, по условиям которой три художника обязывались делить выручку поровну (мастерские этих живописцев находились на той же корсо Адимари, что и мастерская Пезеллино). Это было чисто финансовое соглашение, не требовавшее, чтобы три мастера над каждым заказом работали непременно вместе. Дзаноби вскоре покинул это предприятие, но Пьеро ди Лоренцо остался. Исследователи предполагают, что, возможно, Пьеро ди Лоренцо и был тем загадочным художником, который многократно копировал композицию Пезеллино «Мадонна с младенцем», и которого историки искусства окрестили именем «Псевдо-Пьер Франческо Фиорентино».
В 1455 году священники Ордена св. Троицы в Пистойе заказали Пезеллино алтарь для своего храма, с просьбой изобразить Святую Троицу и святых Зенона, Иеронима, Иакова-старшего и Маманта. Работа над алтарём продолжалась до июля 1457 года, когда Франческо тяжело заболел. Болезнь оказалась смертельной, и алтарь остался незавершённым (его дописывал Фра Филиппо Липпи с ассистентами).
Художник прожил короткую жизнь — он скончался во Флоренции 29 июля 1457 года в возрасте 35и лет, оставив молодую вдову и осиротевших детей. Он был похоронен в церкви Санта Феличе ин Пьяцца. После смерти его компаньон Пьеро ди Лоренцо подал в суд на вдову Пезеллино с требованием выплатить ему часть денег за алтарь, который Франческо так и не смог завершить. Но флорентийский суд принял сторону вдовы.

## Основные произведения

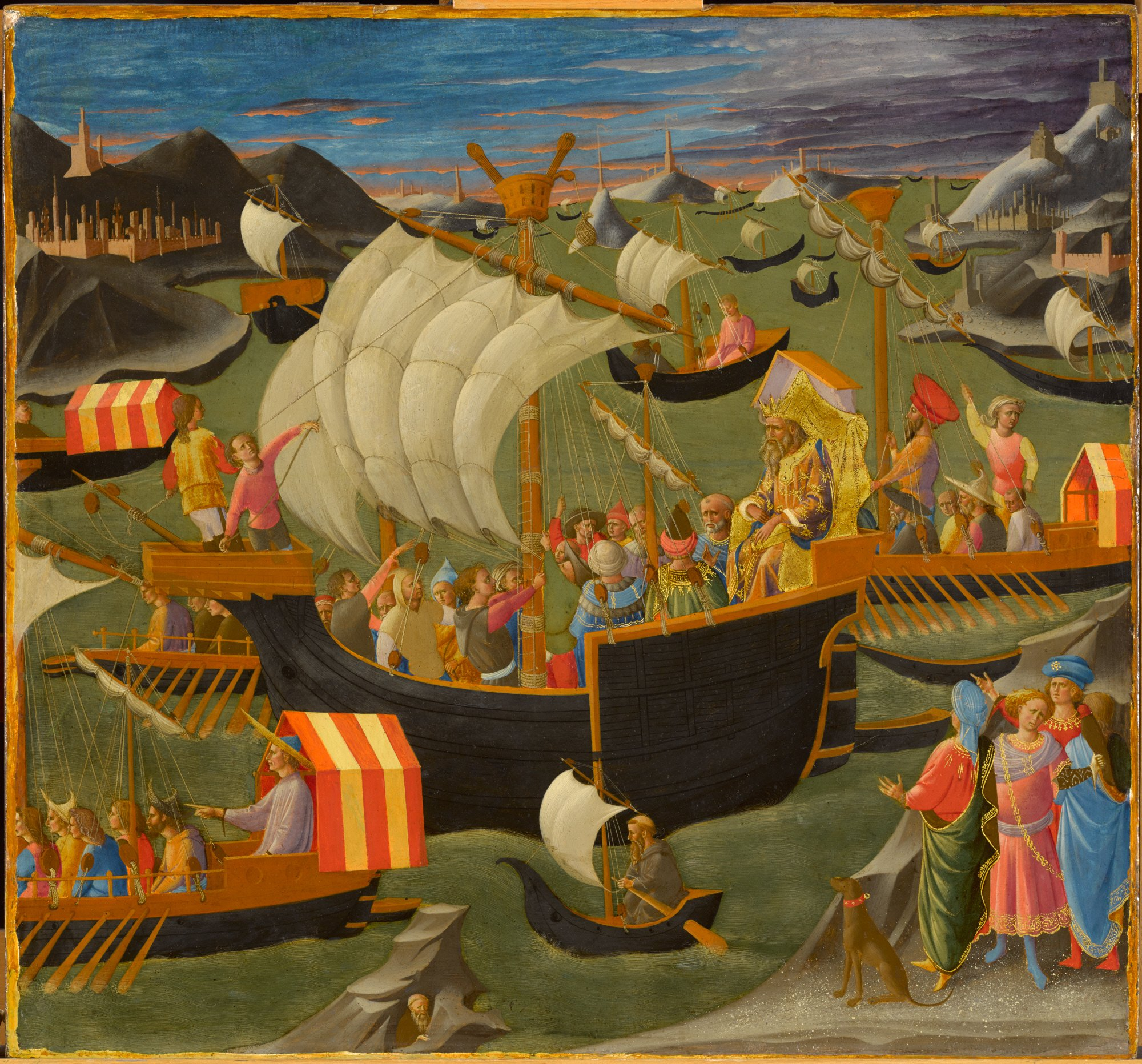
Царь Мельхиор пересекает Красное море. ок.1440-45, Уильямстаун, Музей Института Кларка.

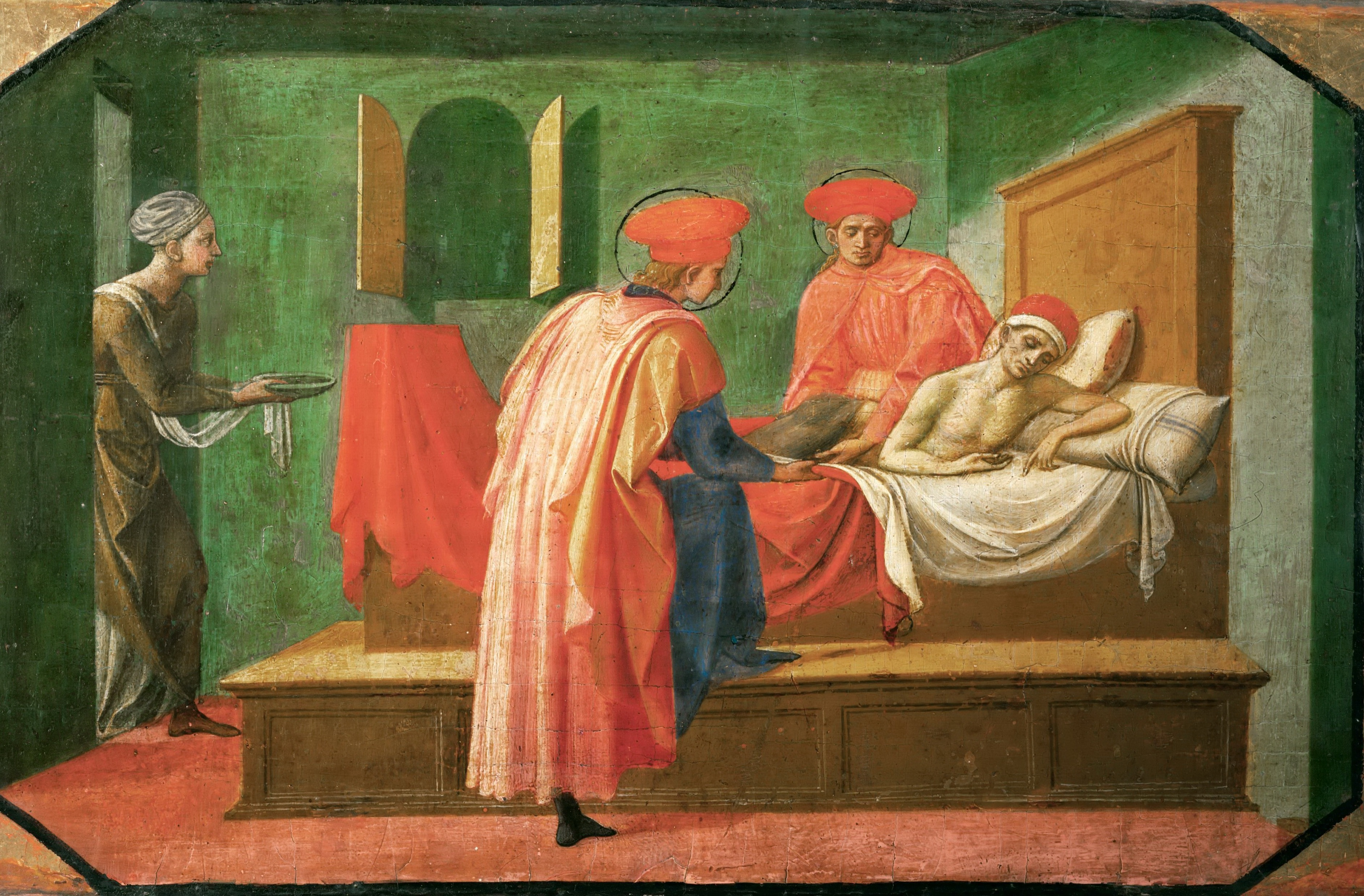
Св. Козьма и Дамиан кормят больного. Деталь пределлы алтаря, написанного Филиппо Липпи. 1440-45, Лувр, Париж

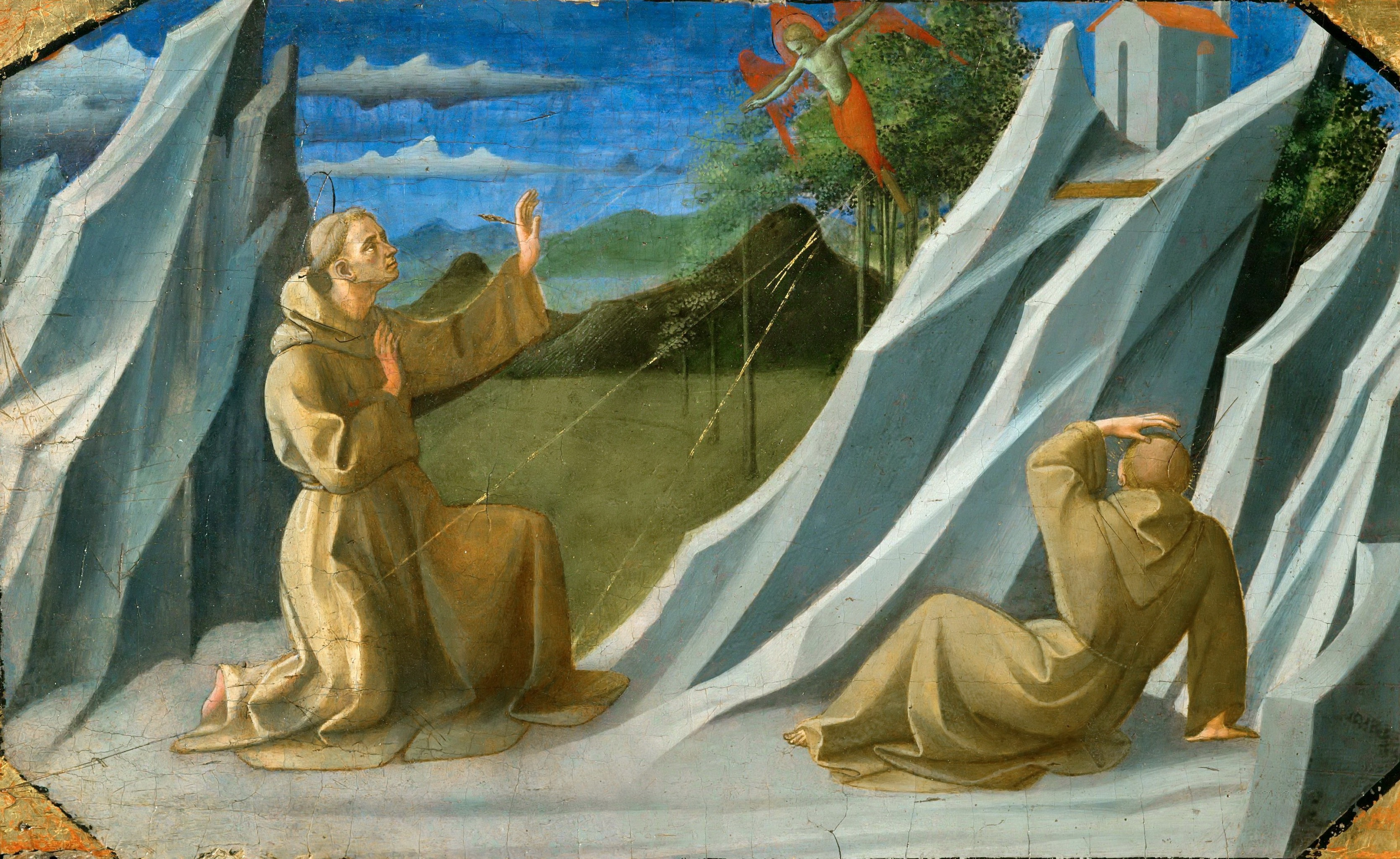
Святой Франциск обретает стигматы. Деталь пределлы алтаря, написанного Филиппо Липпи. 1440-45, Лувр, Париж

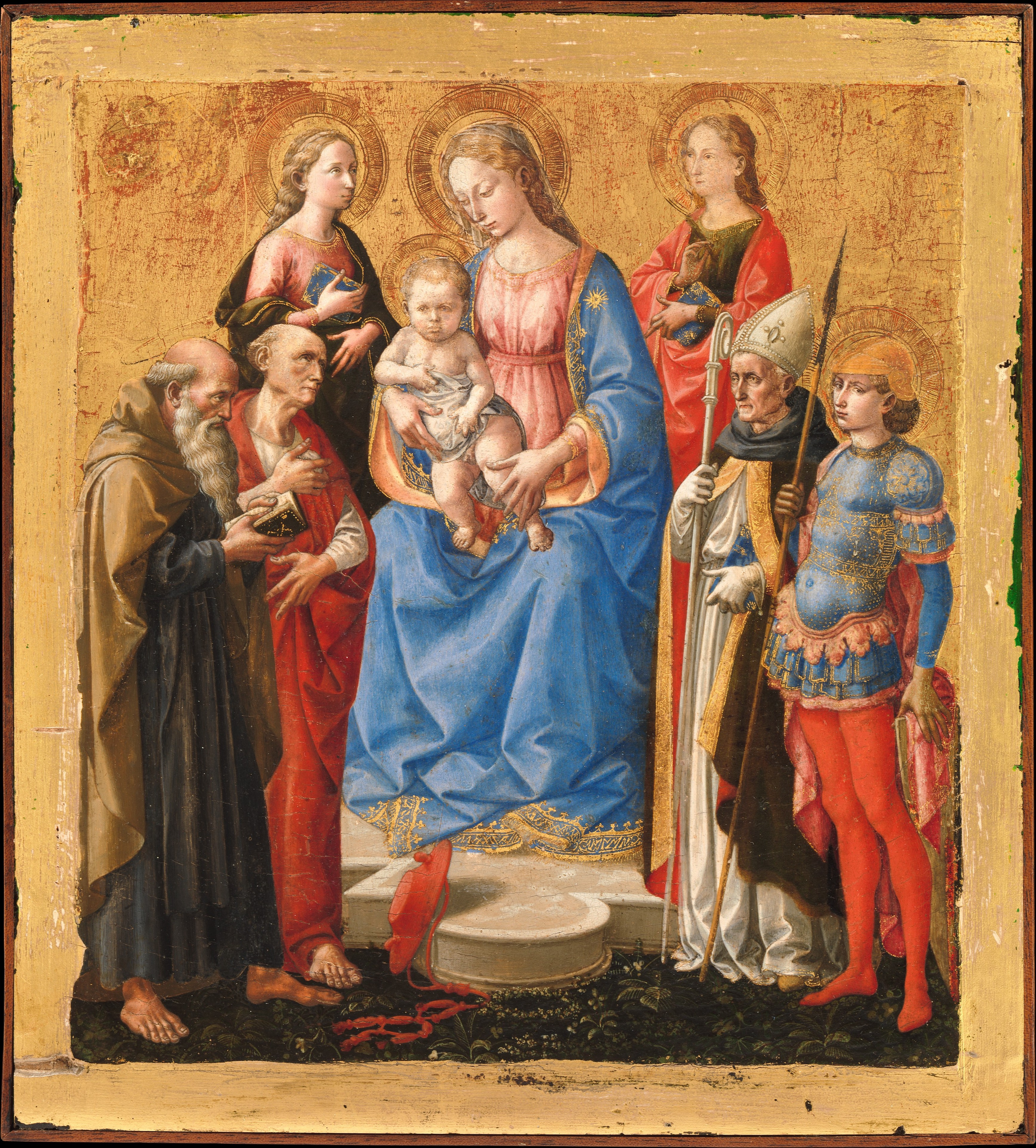
Мадонна с младенцем и шесть святых. 1445-50, Музей Метрополитен, Нью Йорк

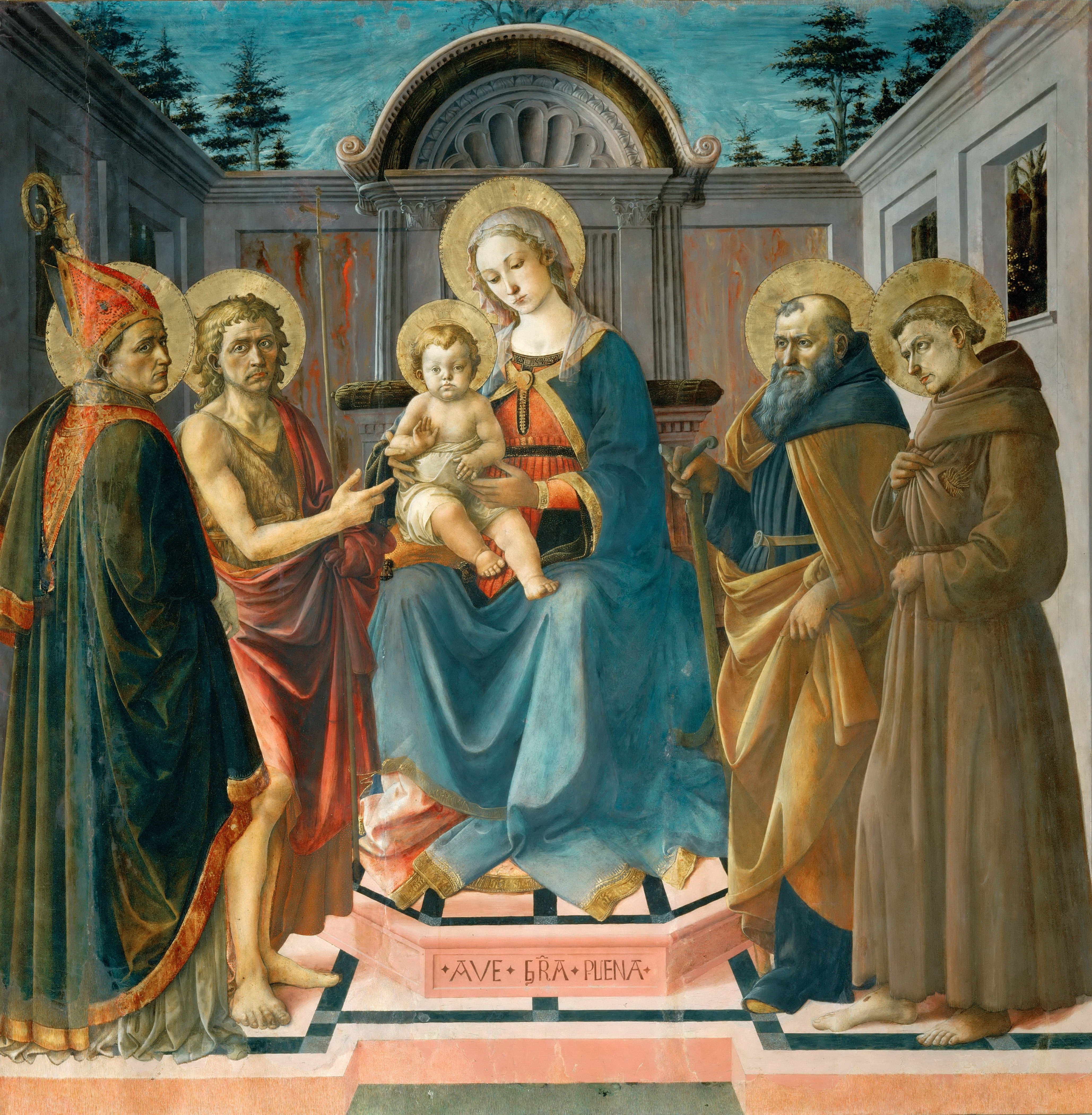
Мадонна с младенцем и четверо святых (Святое собеседование). 1455-57, Лувр, Париж

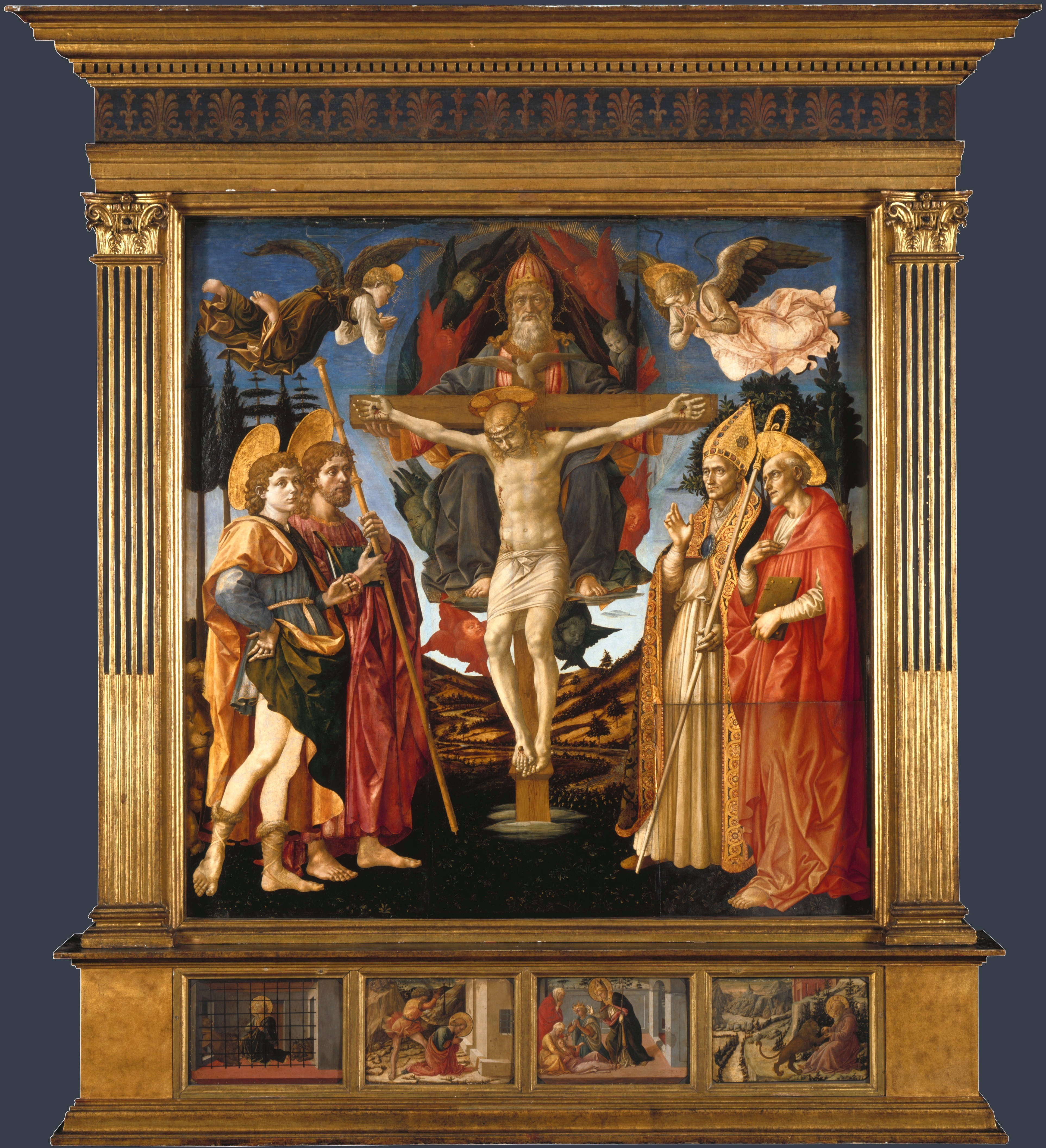
Алтарь св. Троицы. 1455-60, Национальная галерея, Лондон

В своём многотомном труде Вазари сообщает, что Пезеллино принадлежит множество картин небольшого формата, в частности, росписей свадебных сундуков-кассоне, а также изображений «Мадонны с младенцем», в которых он использовал приёмы Фра Филиппо Липпи, и добавляет: «в домах горожан есть много тондо и картин его работы» (правда, ошибочно приписывая эти работы его деду Пезелло). Таким образом, большинство работ Пезеллино — это не громоздкие церковные алтари, а небольшого формата произведения для домашнего употребления.
Согласно последним исследованиям (Анджелини и Беллози, 1990; Эверетт Фэйхи, 2001; Андреа де Марки, 2004; Лоренс Кантер, 2005), самой ранней работой Пезеллино является серия картин, посвященная путешествиям трёх магов, которую он писал вместе с Дзаноби Строцци, учеником Фра Анджелико, замечательным художником-миниатюристом, с которым Франческо работал над миниатюрами к манускрипту «Пуника» Силио Италика. Пезеллино приписывают одну из картин серии «Царь Мельхиор пересекает Красное море» (65,5х70 см; 1440-45гг, Институт Кларка, Уильямстаун), видя в ней "более архаичную манеру Фра Анджелико"и влияние творчества Доменико ди Микелино. Кроме «Путешествия трёх магов» кооперации Пезеллино и Дзаноби Строцци приписывают сегодня две панели кассоне с «Историей Сузанны» из Музея Пти Пале, Авиньон. Пезеллино был на 10 лет моложе Строцци, и на ранних этапах какое-то время плодотворно сотрудничал с ним.
Ок. 1445 года Пезеллино исполнил картину с изображением истории святого (датировка и атрибуция Роберта ван Марле), однако следы этой работы были потеряны во время Второй Мировой войны. Пять картин пределлы к алтарю, написанному Фра Филиппо Липпи в том же 1445 году, свидетельствуют о том, что Пезеллино усвоил приёмы своего наставника: «Рождество», «Мученичество святых Козьмы и Дамиана» «Св. Антоний находит сердце в груди ростовщика» (все в Галерее Уффици, Флоренция), «Св. Франциск обретает стигматы», «Св. Козьма и Дамиан кормят больного» (обе в Лувре, Париж). Их сотрудничество продолжалось все 1450-е годы, до начала 1460-х. Пезеллино больше посвящал себя миниатюрной живописи, нежели крупноформатной. Вероятно, именно поэтому вечно не успевающий выполнять заказы Фра Филиппо Липпи поручал исполнение пределлы и всяких мелких деталей своему молодому партнёру. Приблизительно к этому же периоду (1445-50 годам) относят создание небольшого образа «Мадонна с младенцем и шесть святых» из Музея Метрополитен, Нью Йорк. Картина имеет миниатюрные размеры (22,5х20,3 см) и предназначалась для домашнего использования.
Работа над миниатюрами к манускрипту «Пуника» Силио Италика (о Пунической войне между Римом и Карфагеном), свидетельствует уже о том, что к середине 1440-х годов Пезеллино был зрелым сформировавшимся художником. Одна миниатюра из этой рукописи хранится в Библиотеке Марчиана, Венеция, шесть остальных в Эрмитаже, Санкт Петербург. Среди них есть великолепный портрет папы Николая V, подтверждающий высокую творческую репутацию мастера. Колористическая гамма этих произведений очень напоминает палитру, которую использовал Фра Анджелико.

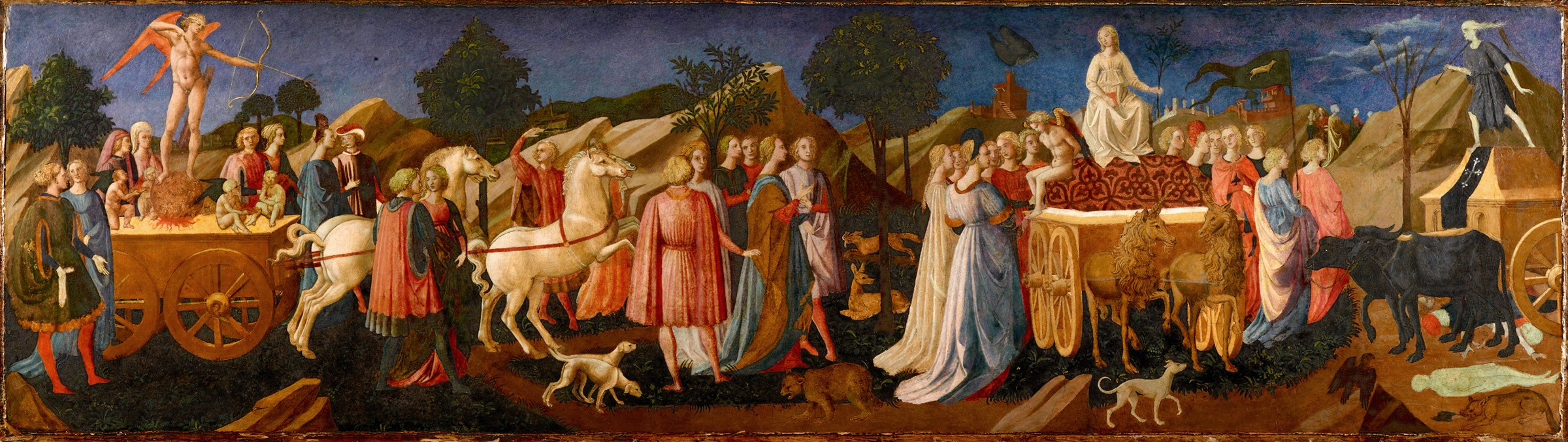
Триумфы Любви, Целомудрия и Смерти. Кассоне, ок. 1448,Музей Изабеллы Стюарт Гарднер, Бостон
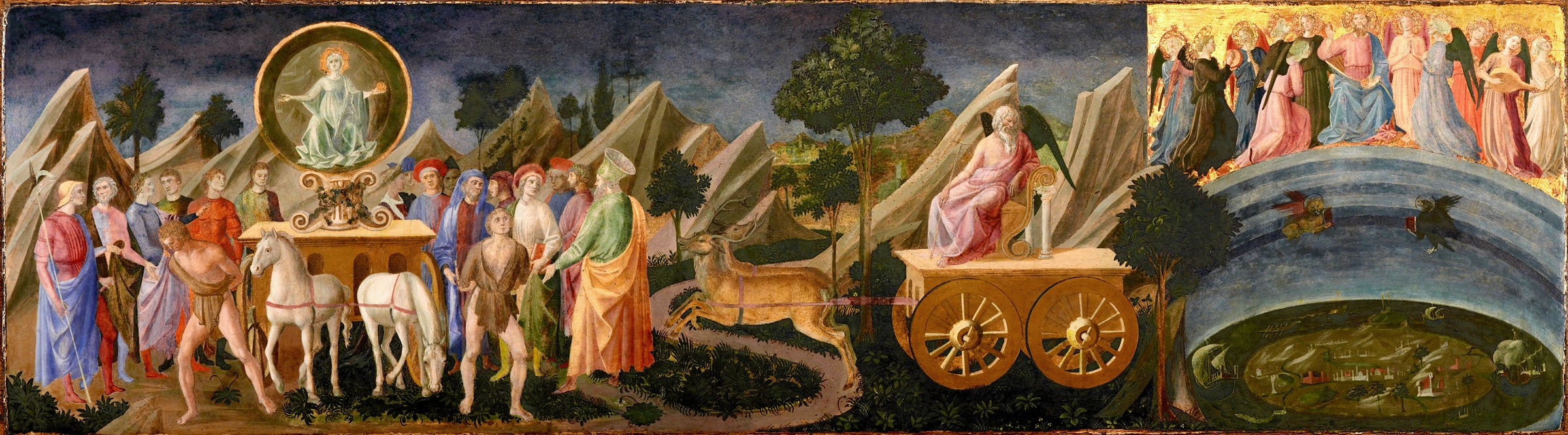
Триумфы Славы, Времени и Вечности. Кассоне, ок. 1448,Музей Изабеллы Стюарт Гарднер, Бостон
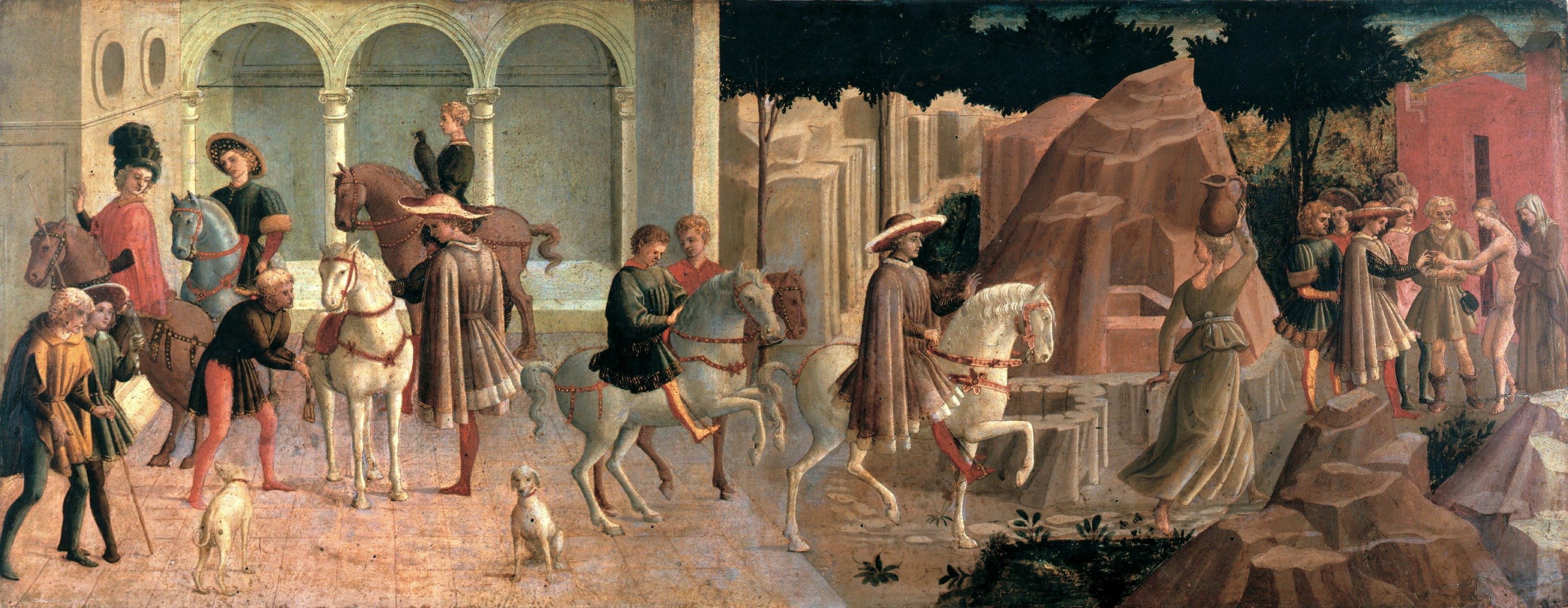
Эпизоды из истории Гризельды. Кассоне, 1445-50, Бергамо, Академия Каррара
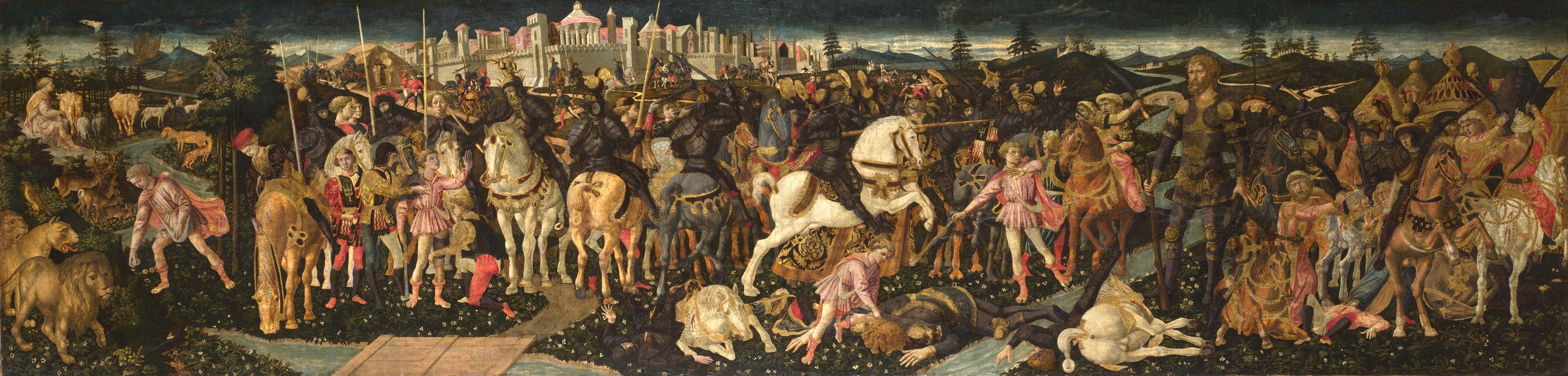
Давид и Голиаф. Кассоне, 1445-1455, Национальная галерея, Лондон
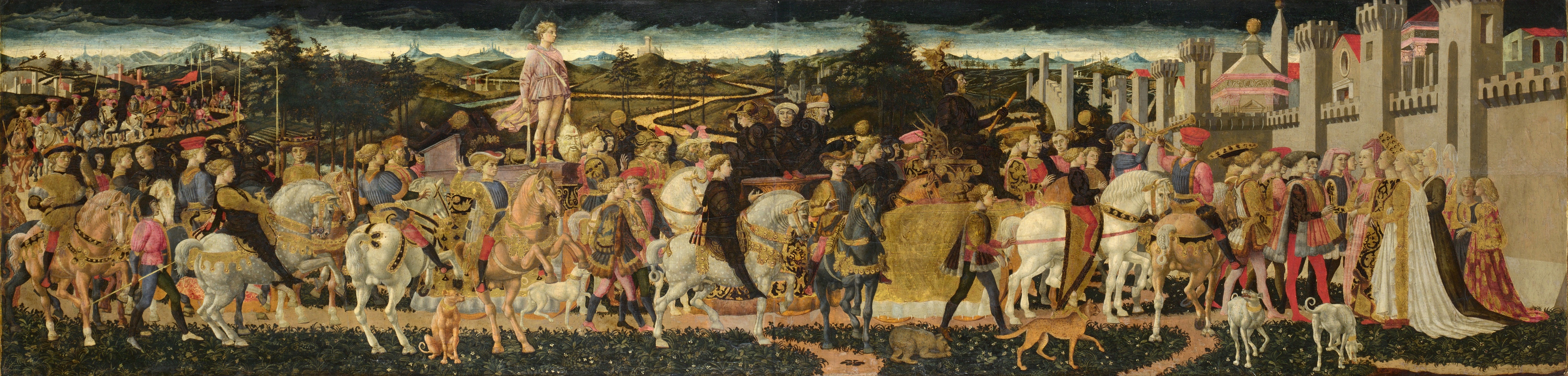
Триумф Давида. Кассоне, 1445-1455, Национальная галерея, Лондон
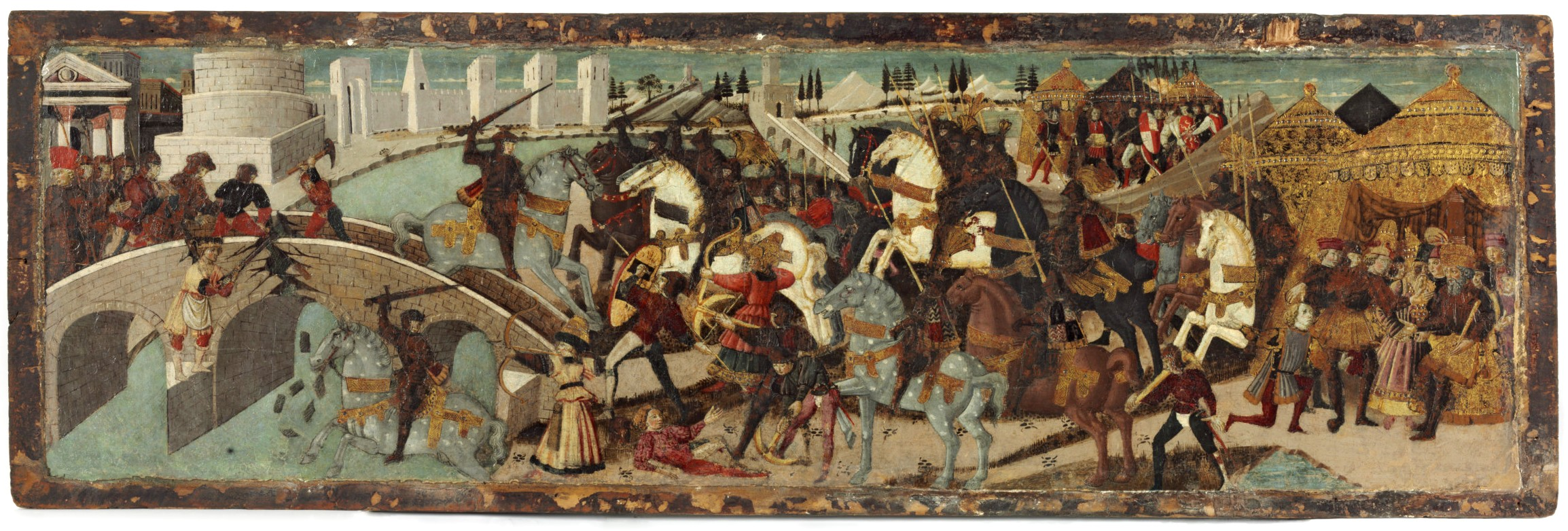
Гораций Коклес защищает мост. Кассоне, ок. 1450, Музей Виктории и Альберта, Лондон

До наших дней дошло несколько панелей от сундуков-кассоне, приписанных авторству Пезеллино. В первую очередь это великолепные сцены триумфов из Музея Изабеллы Стюарт Гарднер, которые, судя по всему, были заказаны к свадьбе Пьеро деи Медичи и Лукреции Торнабуони, состоявшейся в 1448 году. Тематика росписей взята из «Триумфов» Франческо Петрарки: на одной панели «Триумф Любви, Триумф Целомудрия и Триумф Смерти», на другой «Триумф Славы, Триумф Времени и Триумф Вечности». В них, так же как и в маленькой «Мадонне» из Музея Метрополитен, исследователи видят влияние Фра Анджелико, однако их живопись уже свидетельствует о лучшем понимании анатомии человека и правил перспективы. Другим, не менее замечательным примером росписи кассоне являются «Эпизоды из истории Гризельды» (1445-50; Академия Каррара, Бергамо), написанные на тему новеллы Джованни Боккаччо. К более позднему времени — концу 1450-х годов относят панель от кассоне «Охотничья сцена» из Музея Августинцев в Тулузе. Близкими к этой группе работ являются две панели от кассоне с историей св. Сильвестра. Одна «Св. Сильвестр и дракон/ св. Сильвестр и Тарквиний» находится в галерее Дория Памфилия в Риме, другая «Чудо с быком» в Музее искусства, Вустер (Массачусетс).
Среди работ, в которых влияние Филиппо Липпи видно наиболее отчётливо, есть «Мадонна с младенцем» из Музея Изабеллы Стюарт Гарднер, Бостон. Ещё один вариант этой же картины хранится в Христианском музее, Эстергом. Ему приписывают ещё ряд «Мадонн» из музеев и частных коллекций.
После 1453 года, когда Пезеллино вступил в партнёрские отношения с Пьеро ди Лоренцо и Дзаноби ди Мильоре, он написал «Мадонну с младенцем» для церкви Сан Анджело а Четика ин Казентино, «Распятие» для церкви Сан Гаэтано во Флоренции и изящный диптих «Благовещение» (ныне в Институте Курто, Лондон). Этим же периодом, ок. 1455 г, датируют пару панелей от сундуков-кассоне из Лондонской национальной галереи: «Давид и Голиаф» и «Триумф Давида» (по другой версии обе работы были выполнены в 1440-х годах). В своё время обе картины были приобретены у семейства Пацци во Флоренции. Согласно Мишелю Лаклотту, автору каталога Лондонской национальной галереи, свадьба под стенами Иерусалима, изображённая на второй панели, является аллюзией свадьбы Елеоноры Пацци, для сундука которой роспись и была заказана.
Вероятно, с середины 1450-х годов художник почувствовал вкус к более крупноформатной работе. 1455-57 годами датируют большую картину из Лувра «Мадонна с младенцем и четырьмя святыми»(1,76х1,73 см). Когда-то она украшала церковный алтарь, пределла от неё не сохранилась. По мнению экспертов, эта работа носила более экспериментальный, чем завершенный характер.
Настоящим шедевром мастера стал алтарь св. Троицы, который ныне хранится в Лондонской Национальной галерее. Это было последнее (и единственно точно документированное) произведение художника, заказанное в 1455 году Орденом св. Троицы в Пистойе. Согласно контракту Пезеллино должен был изобразить св. Троицу, которую члены ордена особо почитали, святого Зенона, который был покровителем духовенства Пистойи, святого Якова -старшего, который был покровителем Пистойи, и святого Иеронима. Включение в картину св. Маманта было осуществлено по персональной просьбе казначея ордена Пьеро сер Ланди, который был движущей силой всего проекта. Он получил от художника предварительные рисунки, обсудил с членами ордена, что должно быть изображено, и Пезеллино приступил к работе. Однако смертельная болезнь помешала ему завершить начатое.
По этому поводу Джорджо Вазари в «Жизнеописании Пезелло и Франческо Пезелли» пишет следующее: «…если бы Пезеллино жил дольше, то, судя по тому, что мы знаем, он сделал бы гораздо больше того, что сделал, ибо был в искусстве старательным и не переставал рисовать ни днём ни ночью». В последние три — четыре года своей жизни Пезеллино был ведущим художником-инноватором во Флоренции. Его великолепное знание анатомии и правил перспективы, чувство света, придающее скульптурную выразительность его фигурам, пролагало путь развития живописи следующему поколению художников: Верроккьо, Поллайоло, Боттичелии и Леонардо да Винчи. Алтарь св. Троицы выглядел совершенно необычно для живописи 1450-х годов.
После смерти Пезеллино работа над алтарём была поручена Филиппо Липпи и его мастерской, который сдал заказчикам готовое произведение 8 июня 1460 года. Эксперты считают, что кисти Пезеллино принадлежат в нём двое святых справа и центральная панель «Троица». Всё остальное написал Филиппо Липпи вместе с Фра Диаманте и ассистентом по имени Доменико.

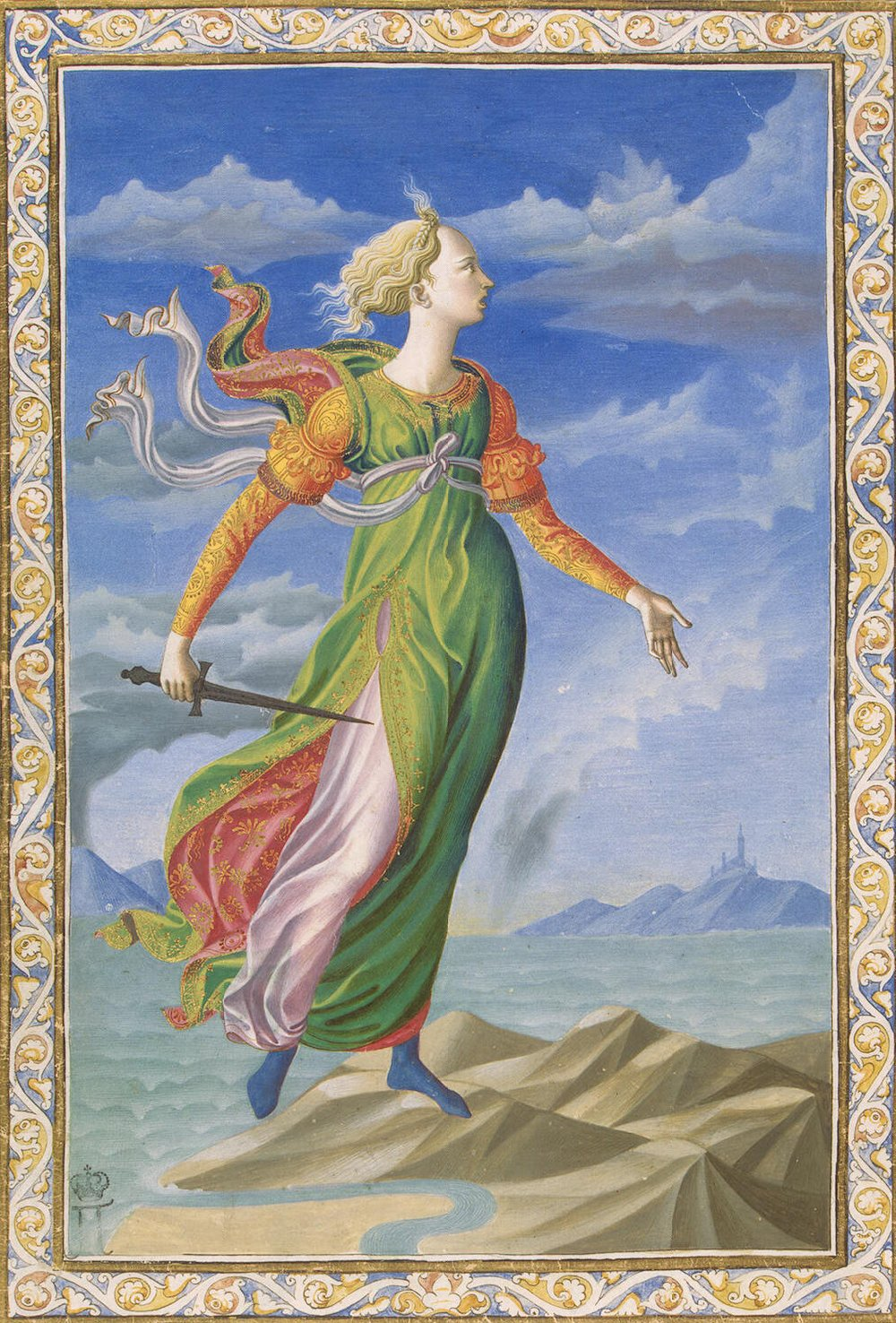
Аллегория Карфагена. Миниатюра из "Пуники" Силио Италика, ок. 1450, Гос. Эрмитаж, Санкт Петербург
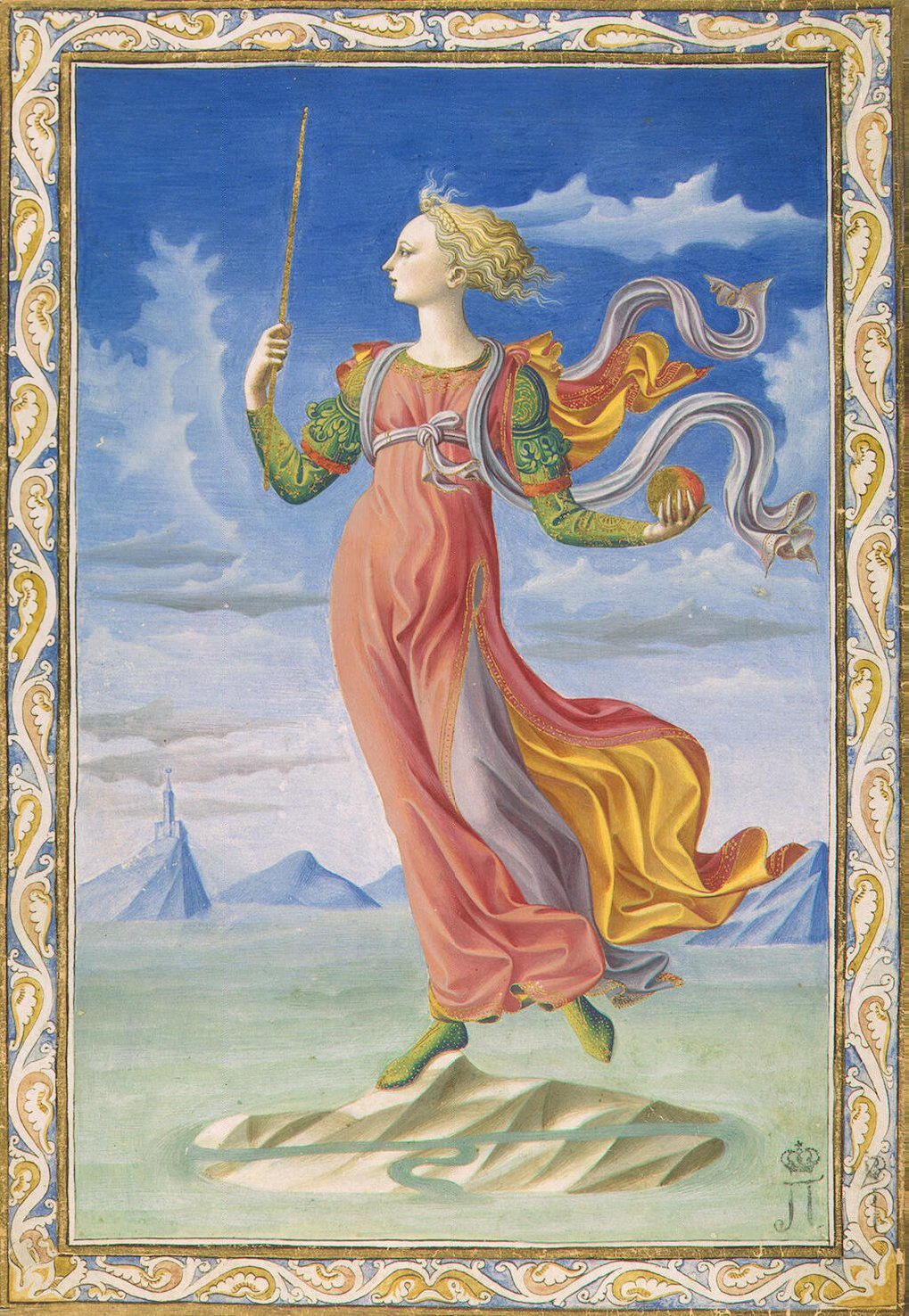
Аллегория Рима. Миниатюра из "Пуники" Силио Италика, ок. 1450, Гос. Эрмитаж, Санкт Петербург
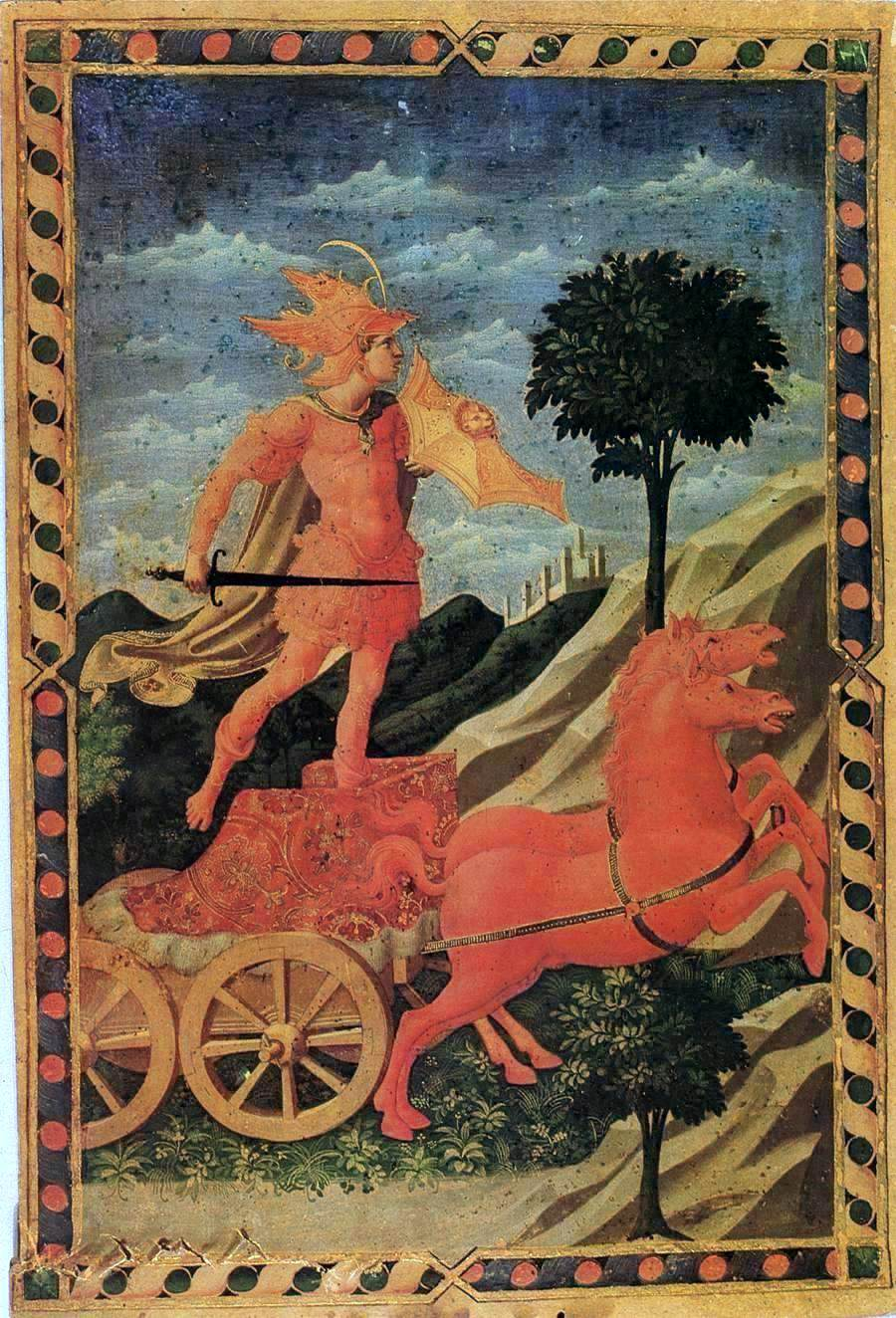
Марс (аллегория войны). Миниатюра из "Пуники" Силио Италика, ок. 1450, Библиотека Марчиана, Венеция
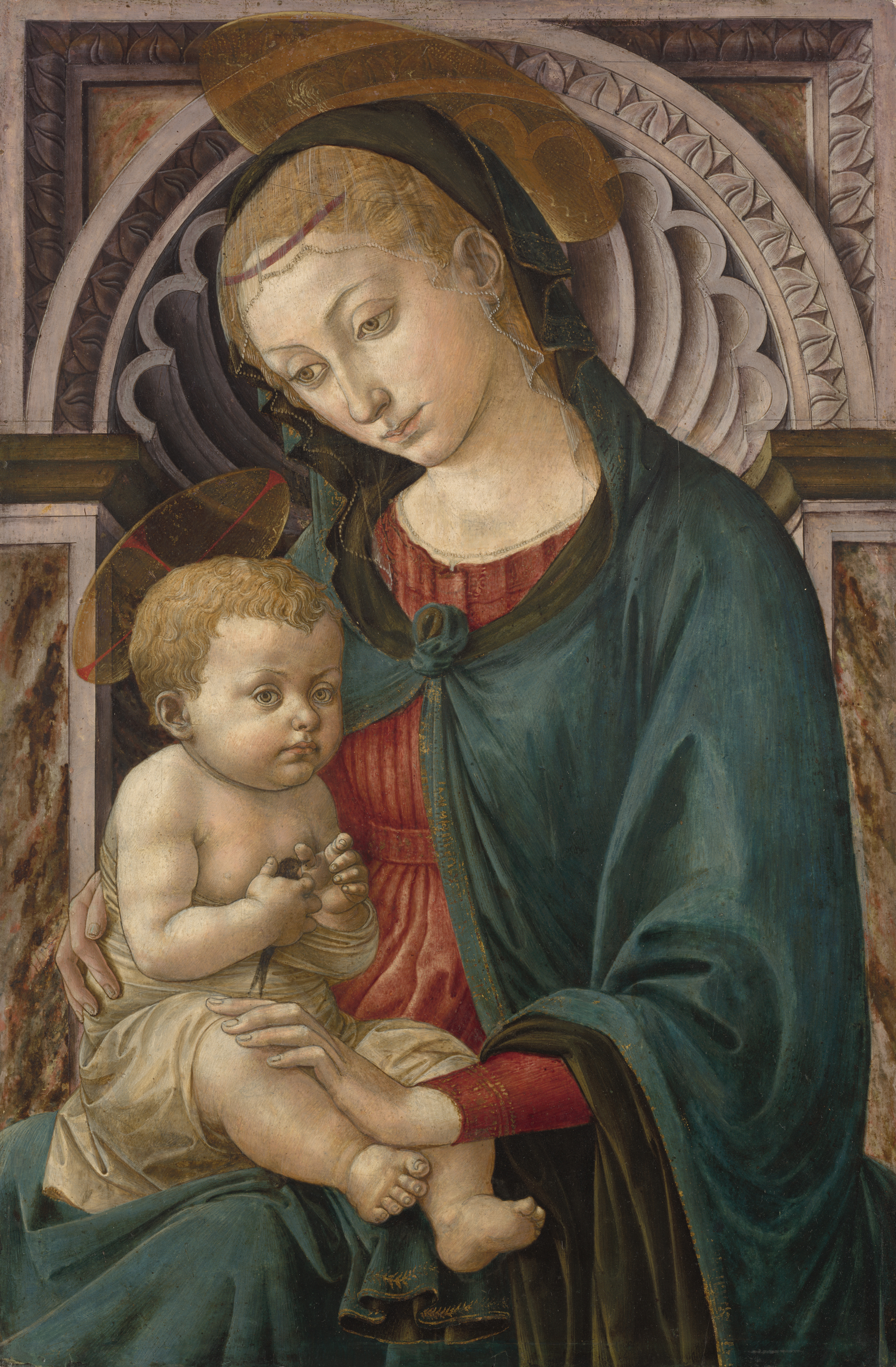
Мадонна с младенцем. ок. 1445, Музей Изабеллы Стюарт Гарднер, Бостон
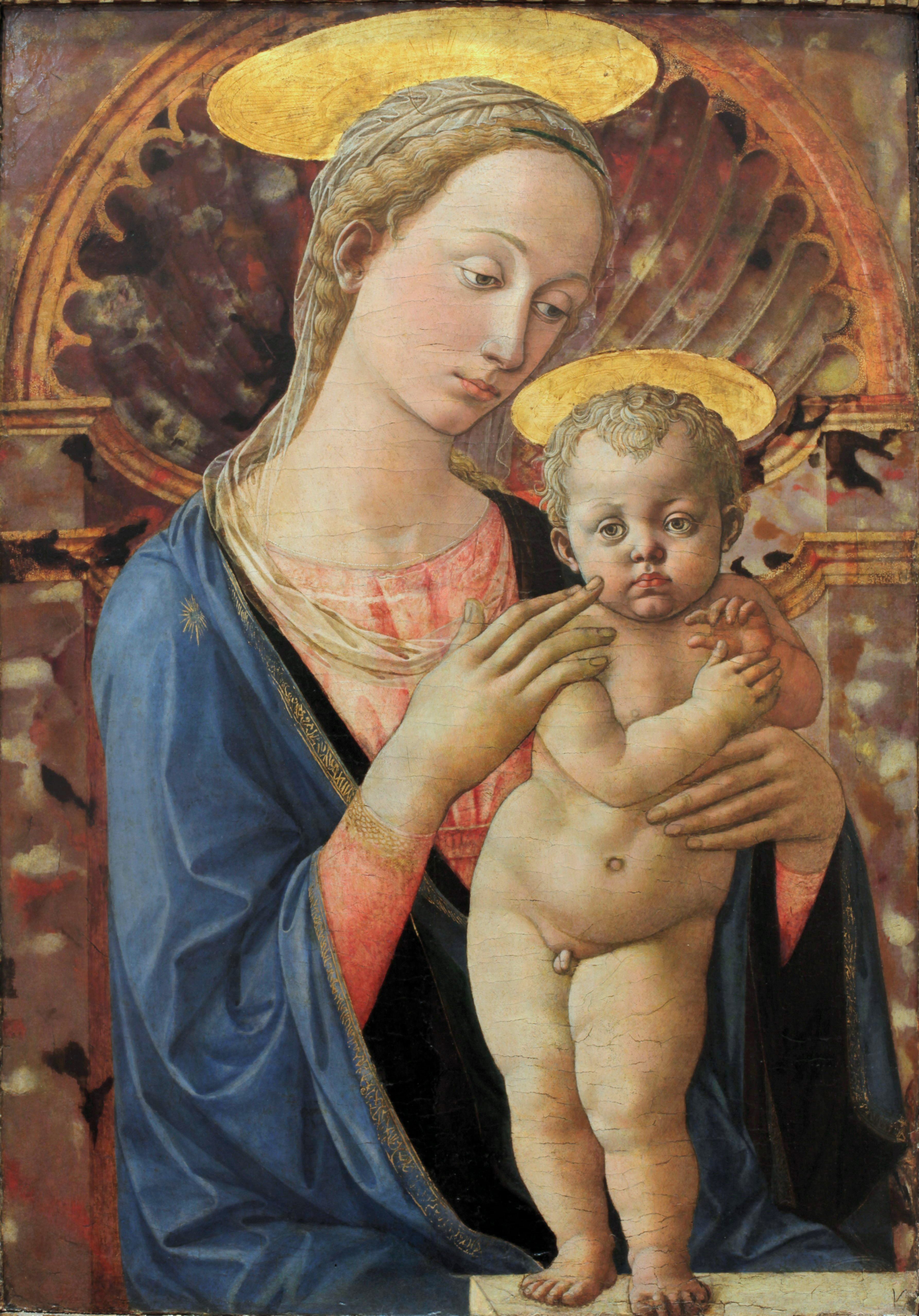
Мадонна с младенцем, 1450-е гг, Лион, Музей изящных искусств
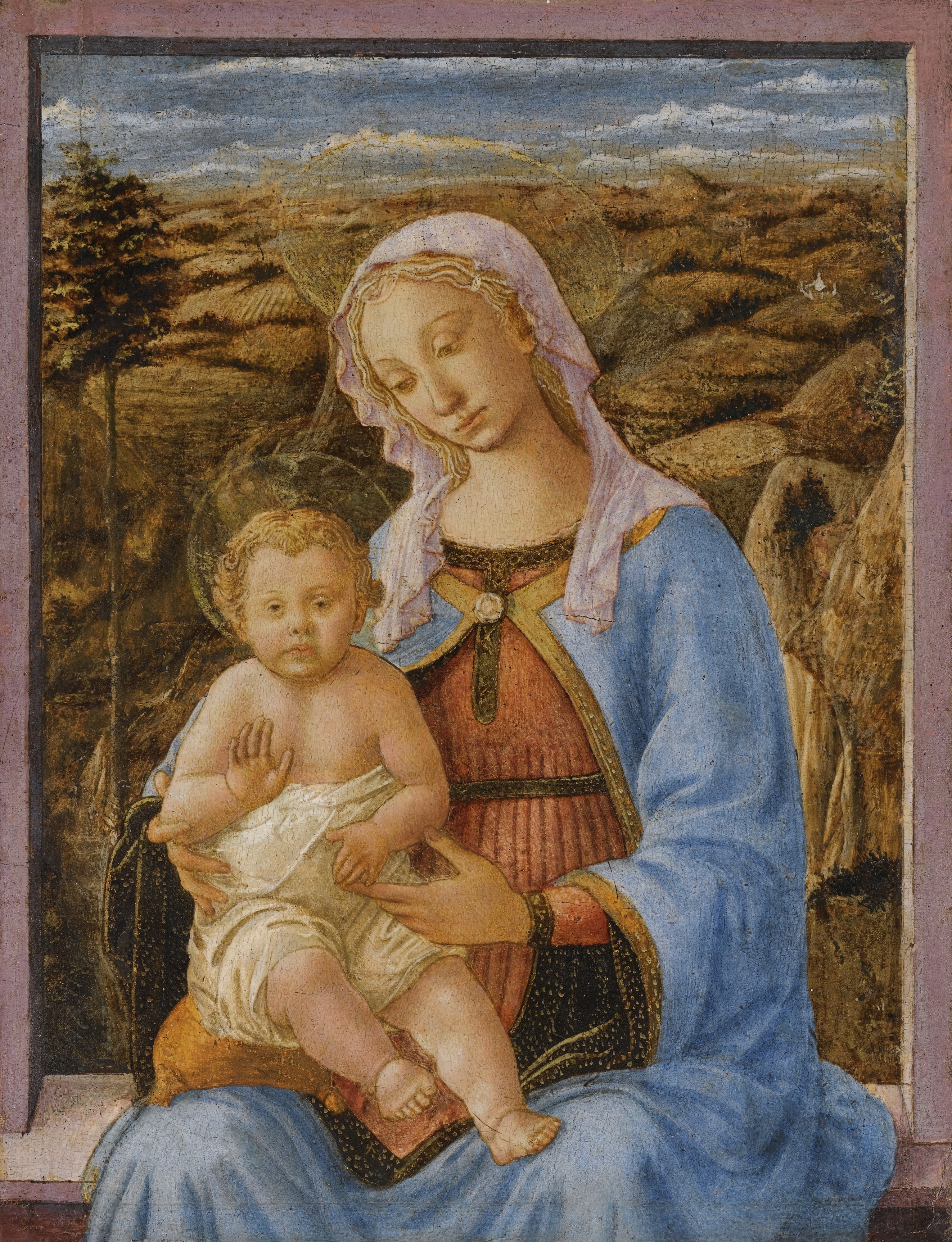
Мадонна с младенцем, 1450-е гг, Частное собрание